# 同济大学建筑设计研究院
同济大学建筑设计研究院（集团）有限公司是一家位于中国上海市的一家建筑设计院，为同济大学的控股企业。参与设计的项目包括上海中心大厦、上海自然博物馆、郑州美术馆新馆等。